# Македонска революция
„Македонска революция“ е български нелегален вестник, излизал в София в периода април-юни 1935 година.
Вестникът е орган на Областния комитет на прокомунистическата Вътрешна македонска революционна организация (обединена), пропагандиращ отделянето на Пиринска Македония в самостоятелна република. Вестникът се печата в незаконната печатница „Симеон Кавракиров“.